# Video8
Video8 – standard określający format zapisu obrazu i dźwięku, wykorzystujący taśmę magnetyczną o szerokości 8 mm.

## Historia

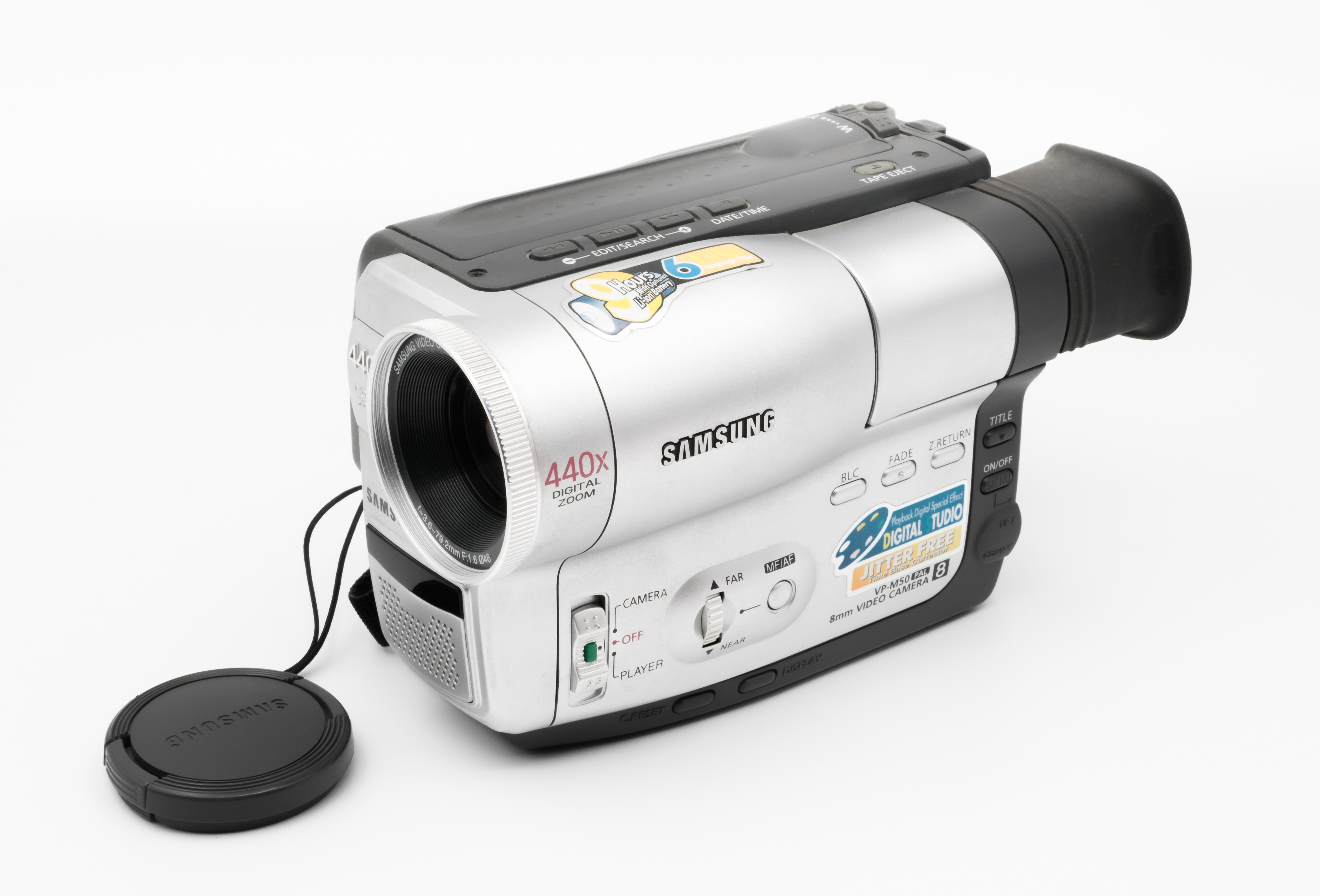
Kamkorder Samsung VP-M50 wykorzystujący taśmę Video8

Standard Video8 został opracowany głównie przez firmy japońskie przy współpracy z IEC. W marcu 1983 roku na Międzynarodowej Konferencji ustalono zasadnicze parametry tego systemu, przyjęte przez 127 wytwórców sprzętu wideo. W roku 1987 prace nad urządzeniami tego systemu prowadziło 17 firm, m.in. Kodak, Canon, Polaroid i Olympus. System Video8 był rozwijany z myślą o lekkich, poręcznych kamerach z wbudowanym magnetowidem (tzw. kamkordery). Dzięki dobrym parametrom technicznym i eksploatacyjnym stanowił poważną konkurencję dla amatorskiego sprzętu filmowego.
W latach 80. XX wieku na rynek wprowadzono magnetowidy Video8 z funkcją magnetofonu cyfrowego. Na kasecie 90-minutowej można było zapisać do 18 godzin dźwięku stereo PCM (częstotliwość próbkowania 31 kHz, kwantyzacja 14 bitowa nieliniowa); zapis na 6 ścieżkach – każda po 90 minut w trybie SP lub 180 minut w trybie LP.
Rozwinięciem standardu Video8 jest Hi8, który posiada wyższą rozdzielczość (400 linii) oraz pozwala na oddzielne wyprowadzenie sygnałów luminancji i chrominancji. Urządzenia Hi8 posiadają kompatybilność wsteczną pozwalając na odtwarzanie i zapis taśm systemu Video 8 z jakością im właściwą.

## Dane techniczne

### Kasety

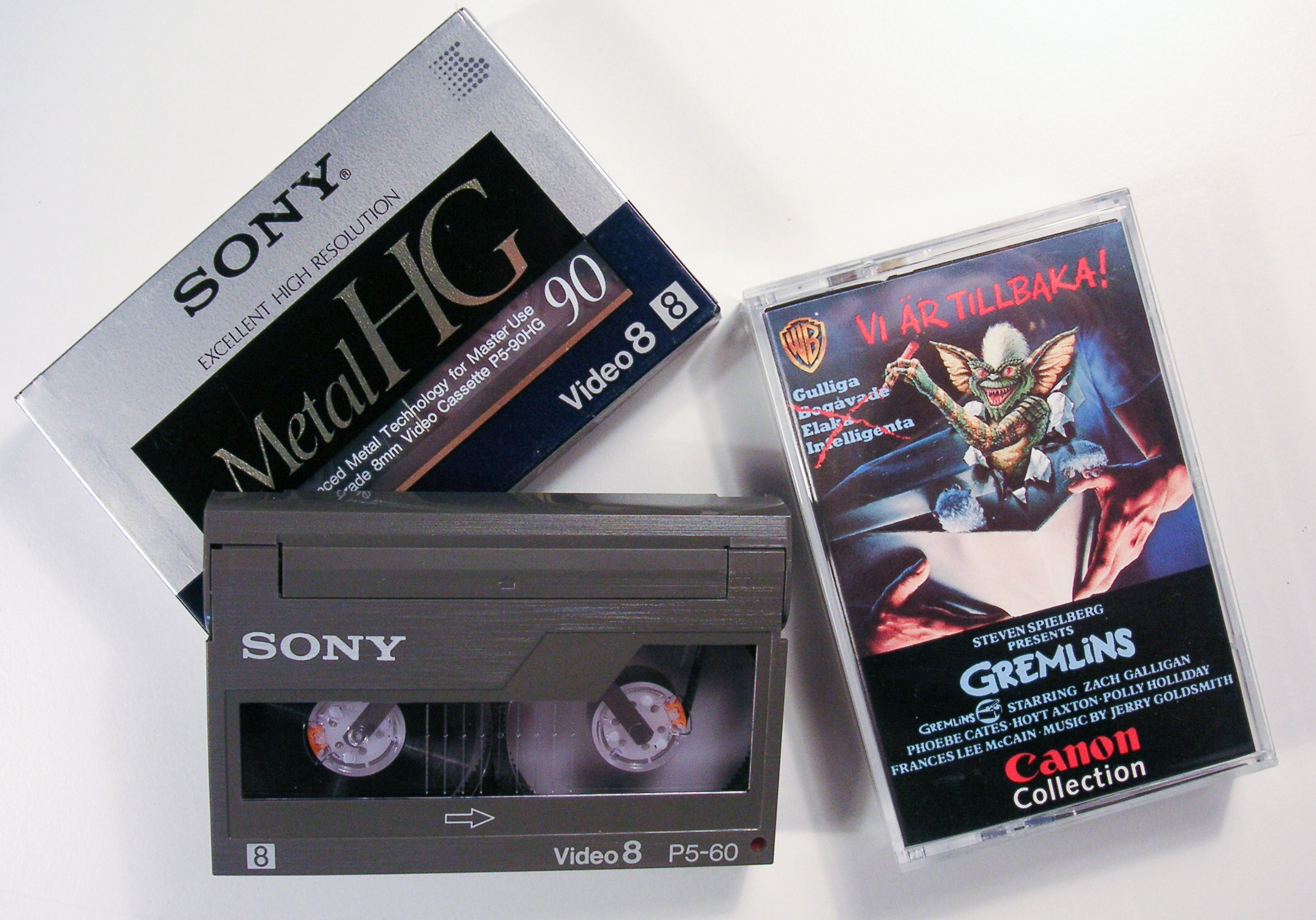
Kasety wideo standardu Video8

W systemie Video8 stosowana jest taśma magnetyczna o szerokości 8 mm, umieszczona w kasecie z tworzywa sztucznego, o rozmiarach 95x65,5x15 mm i wadze 45 gramów. Są to rozmiary porównywalne z kasetą magnetofonową, a znacznie mniejsze niż te systemu VHS czy Betamax.
W kasetach systemu Video8 stosowane są taśmy metalowe, tj. pokryte warstwą drobin czystego metalu. Grubość taśmy wynosi 13 μm, 10 μm lub 7 μm, w zależności od czasu zapisu. Przy zastosowaniu dwóch zasadniczych prędkości: pracy "standard" (20,051 mm/s) oraz pracy "long play" (10,058 mm/s), otrzymuje się odpowiednio czasy zapisu: 60/120, 90/180 i 130/260 minut. Stosuje się również kasety o czasach zapisu 30/60 minut.

### Sposób zapisu
Standard Video8 wykorzystuje zapis helikalny (ukośnie do krawędzi taśmy). Względna prędkość głowicy wizyjnej w stosunku do taśmy wynosi 3,1 m/s. Kształt drogi wyprowadzania taśmy z kasety jest podobny jak w systemie VHS i przypomina literę M. Całkowity kąt opasania bębna z wirującymi głowicami (o średnicy 40 mm)  wynosi 216°.
Ścieżki wizyjne są nachylone do krawędzi taśmy pod bardzo małym kątem – 4°54'58,8". Szerokość ukośnej ścieżki zapisywanej przez każdą z dwu głowic umieszczonych na wirującym bębnie  wynosi 34,4 μm. Każda ścieżka składa się z dwóch części:
- śladu wizyjnego jednej ramki, zapisanego na połowie zwoju helisy, tj. 180° kąta opasania
- śladu fonicznego sygnału stereo, zapisanego w systemie PCM; do zapisywania fonii jest wykorzystane 30° kąta opasania.

Na skrajach taśmy magnetycznej znajduje się ponadto ścieżka analogowego sygnału fonicznego i ścieżka kodu czasowego (timecode) – obydwie o szerokości 0,6 mm.

#### Zapis sygnału foniczego
System Video 8 mm przewiduje trzy możliwe metody zapisywania sygnału fonicznego:
- konwencjonalny, jednokanałowy na ścieżce umieszczonej wzdłuż taśmy;
- z modulacją FM, zapisywany razem z sygnałem wizyjnym na wspólnej ścieżce;
- stereofoniczny zapis wysokiej jakości z zastosowaniem modulacji PCM. Rejestracja PCM jest również realizowana przy użyciu wirujących głowic stosowanych do zapisywania wizji.

Przy zapisywaniu sygnału fonicznego z modulacją FM stosuje się układy redukcji szumów m.in. z wykorzystaniem preemfazy i deemfazy, układy pamięciowe i układy liniowej interpolacji zakłóceń.
System zapisywania sygnału stereofonicznego z modulacją PCM jest znacznie bardziej skomplikowany. Stosuje się w nim 10-bitowe przetwarzanie analogowo-cyfrowe i cyfrowo-analogowe. Przed kwantyzacją przy zapisywaniu i po filtracji przy odczytywaniu sygnał przechodzi przez układ redukcji szumów. 
Sygnał foniczny w postaci cyfrowej jest poddawany przetwarzaniu metodami cyfrowymi w specjalnym układzie procesora fonicznego z pamięcią  RAM o pojemności 2 kB. Procesor realizuje: kompresję z 10 na 8 bitów i ekspansję z 8 do 10 bitów, detekcję i eliminację błędów metodą interpolacji, modulację i demodulację PCM oraz kontrolę czasową. 
Częstotliwość próbkowania sygnału fonicznego wynosi 31,5 kHz, pasmo przenoszenia 20-15000 kHz, dynamika 88 dB a zniekształcenia nieliniowe występują na poziomie 0,005%.

#### Zapis sygnału wizyjnego
Rozdzielczość systemu Video8 wynosi około 260 linii. W celu uzyskania dokładnego śledzenia ścieżek wizyjnych oraz synchronizacji obrazu telewizyjnego zastosowano cztery częstotliwości pilotujące. Konstruktorzy z firmy Hitachi opracowali nową metodę zapisywania sygnału chrominancji dla systemów NTSC i PAL. W systemie NTSC sygnał chrominancji jest zapisywany na podnośnej o częstotliwości równej 0,743 MHz, a w systemie PAL 0,736 MHz.